# Манадиші 2-і
Манадиші́ 2-і (рос. Манадыши 2-е, ерз. Мадышка) — село у складі Ардатовського району Мордовії, Росія. Входить до складу Каласевського сільського поселення.

## Населення
Населення — 251 особа (2010; 288 у 2002).
Національний склад (станом на 2002 рік):
- ерзяни — 97 %